# Stephanopis cheesmanae
Stephanopis cheesmanae là một loài nhện trong họ Thomisidae.
Loài này thuộc chi Stephanopis. Stephanopis cheesmanae được Lucien Berland miêu tả năm 1938.